# Емілі Сібом
Емілі Сібом  (англ. Emily Seebohm, 5 червня 1992) — австралійська плавчиня, олімпійська чемпіонка.

## Виступи на Олімпіадах
| Олімпіада   | Дисципліна                      | Місце |
| ----------- | ------------------------------- | ----- |
| Пекін 2008  | плавання на 100 метрів на спині | 9     |
| Пекін 2008  | комплексна естафета 4 × 100     | 1     |
| Лондон 2012 | естафета 4 × 100 вільним стилем | 1     |
| Лондон 2012 | плавання на 100 метрів на спині | 2     |
| Лондон 2012 | комплексна естафета 4 × 100     | 2     |